# جيم بيج
جيم بيج (بالإنجليزية: Jim Page)‏ هو سياسي بريطاني وأسترالي (وحمل سابقاً جنسية المملكة المتحدة لبريطانيا العظمى وأيرلندا)، ولد في 1861 في المملكة المتحدة، وتوفي في 3 يونيو 1921 في أستراليا. حزبياً، نشط في حزب العمال الأسترالي. وقد انتخب عضو مجلس النواب الأسترالي عن دائرة Division of Maranoa ‏ (30 مارس 1901 – 3 يونيو 1921).

## الحياة االشخصية
وُلد بيج في لندن، إنجلترا، ونشأ وتلقى تعليمه في منزل برناردوز. انضم إلى الجيش البريطاني، خدم من عام 1877 إلى عام 1883، وقاتل كمدفعي في المدفعية الملكية في الحرب الإنجليزية الزولوية، ورأى العمل في معركة روركس دريفت، ثم خدم مرة أخرى في حرب البوير الأولى. لقد «اشترى نفسه من» الجيش بعد خدمته الحربية وتولى أعمالًا عرضية مثل البناء بالطوب، قبل أن يهاجر إلى كوينزلاند في ثمانينيات القرن التاسع عشر على متن السفينة سكوتيش هيرو، ووصل إلى روكهامبتون مع القليل من اسمه.   